# Brazos Country (Teksas)
Brazos Country je grad u američkoj saveznoj državi Teksas. Prema popisu stanovništva iz 2010. u njemu je živjelo 469 stanovnika.